# Hepadnavirus
Hepadnavirus är en virusfamilj bestående av dubbelsträngade DNA virus. Replikation sker via en cirkulärt RNA mellansteg. Viktigaste viruset i familjen är hepatit B.